# مستشفى عرقة
مستشفى عرقة هو مستشفى في غرب مدينة الرياض ويبعد عنها 18 كم.

## تاريخه
بنى المستشفى عام 1987م رجل الأعمال ورئيس الوزراء اللبناني الراحل رفيق الحريري، وتبرع به لوزارة الصحة السعودية لكن ما وثقت وزارة الصحة السعودية تبرعه. سكنته عائلات كويتية في غزو العراق 1990-1991م ثم افتتح وشغل عام 1993-2000 وكانت له عيادات خارجية وأقسام عمليات وتنويم مرضى وسكن الطاقم الطبي والتمريض ومرافق ترفيهية، غير أنه أغلق فهجر عام 2001م.

## موقف وزارة الصحة السعودية
قالت مصادر مطلعة بوزارة الصحة أن ما منع تشغيل المستشفى مالكه رجل الأعمال والذي أهداه الوزارة توفي من قريب 10 سنوات دونما يسجل تبرعه بالمبنى عند جهات وزارة الصحة المعنية، ورفض ورثته تنازلهم عن المبنى بلا تكاليف بنائه
وزادت أن وزارة الصحة شكلت لجانا آخر 10 سنوات تبحث في المشكلة ورصدت مبالغ مالية لتجهيز المستشفى وتشغيله شريطه إنهاء تسجيل المبنى والأرض الموقع عليها باسم وزارة الصحة، وفصلت تقريرًا عن مبنى المستشفى وعمليته لجنة تشكلت توجيهًا من وزير الصحة السابق الدكتور حمد المانع، إلا أن ذلك لم يسفر عن أي جديد يبشر بافتتاح المستشفى.

## خطة اقتحام مستشفى عرقة
اجتمع أناسٌ خططوا في المراسلات والواتس والبلاك بيري و SMS عند المستشفى فاقتحموه من السور ثم دخلوه ومعهم كشافات وبعد نصف ساعة وصل خبرهم شرطة الرياض فجاؤهم لكن قبيل وصولهم أحرق أحد الشباب باحة المستشفى ثم حين وصلت أخرجت كل من دخل المستشفى ولحقهم الدفاع المدني فأخمدوا الحريق [بحاجة لمصدر]

## بيان من وزارة الصحة بشأن مستشفى عرقة
أوضحت وزارة الصحة أن مستشفى عرقة غير تابع للوزارة حيث إنه أنشئ قبل عدة سنوات بمستشفى خاص ولكنه لم يشغل في حينه.
وأشارت إلى أنه قبل عدة سنوات تم تشكيل لجنة من عدة جهات حكومية للنظر في إمكانية الاستفادة منه علماً أن المستشفى عبارة عن مبنى قديم ولا يوجد به أي تجهيزات وأنه من الناحية الفنية والعلمية غير صالح للاستخدام في وضعه الحالي ويحتاج إن كان سيتم الاستفادة منه إلى إعادة تأهيل كاملة وبتكلفة عالية جداً.
وأهابت الوزارة في إشارة إلى ماتناقلته وسائل الإعلام ومواقع التواصل الاجتماعي عن المستشفى بالجميع عند الحديث عن هذا الموضوع ملاحظة أن المستشفى لا يتبع لوزارة الصحة، علماً بأن الوزارة قد أصدرت بيانات توضيحية سابقا بهذا الخصوص وأكدت فيها أن المستشفى لا يتبع لوزارة الصحة.